# Jacques Mourioux
Jacques "Jacky" Mourioux (Saint-Michel-sur-Orge, 6 de marzo de 1948) fue un ciclista francés, que fue profesional entre 1969 y 1977. Durante su carrera combinó el ciclismo en pista como la ruta.
Cuando era amateur participó en los Juegos Olímpicos de México de 1968 en la prueba de Persecución por equipos.

## Palmarés en pista
- 1969
  - 1º en los Seis días de Montreal (con Alain Van Lancker)
- 1970
  - 1º en los Seis días de Bruselas (con Peter Post)
- 1971
  - 1º en los Seis días de Grenoble (con Alain Van Lancker)
- 1973
  - Medalla de plata en el Campeonato de Europa de madison (con Alain Van Lancker)
- 1974
  - 1º en los Seis días de Grenoble (con Alain Van Lancker)

## Palmarés en ruta[2]
- 1971
  - 1ª en el Circuito de las Regiones fronterizas
- 1972
  - 1r en la Route nivernaise
- 1974
  - Vencedor de una etapa en el Tour del Mediterráneo

### Resultados en el Tour de Francia
- 1972. 58.º de la clasificación general
- 1973. 76.º de la clasificación general
- 1974. 80.º de la clasificación general